# Абан
Абан (на персийски: مهر) е осмият месец на годината според иранския календар. Той се състои от 30 дни и е втори месец на есента. Спрямо Григорианския календар месец абан е между 23 октомври и 21 ноември.

## Етимология
Месеците на иранския календар носят имената на зороастрийските язати. Абан произлиза от Апам-Напат (Син на водите) и в превод от авестийски език означава вода.

## Празници
- 10 абан— Празник Абанеган, празник на името Абан и на Анахита, богинята на плодородието и водата.

- 15 абан— Фестивал на средата на есента

## Събития и чествания
- 7 абан – Ден на Кир Велики

- 13 абан – Ден на ученика